# Euroligue de basket-ball 2013-2014
Navigation
Édition précédente Édition suivante
L'Euroligue de basket-ball 2013-2014 (ou Turkish Airlines Euroleague pour des raisons de parrainage) est la 14e édition de l'Euroligue masculine (et la 57e édition de la plus prestigieuse coupe des clubs européens). La compétition rassemble les 24 meilleurs clubs de basket-ball de la zone FIBA Europe.

## Tournoi préliminaire
8 équipes s'affrontent dans un tournoi préliminaire et le vainqueur rejoint la compétition de saison régulière.
Les 8 équipes sont :
- BC Telenet Ostende, champion de Belgique
- VEF Riga, champion de Lettonie
- ČEZ Basketball Nymburk, champion de République tchèque
- EWE Baskets Oldenburg, vice-champion d'Allemagne
- Lietuvos Rytas Vilnius, vice-champion de Lituanie
- BC Khimki Moscou, vice-champion de Russie
- Bandırma Banvit, vice-champion de Turquie
- Cimberio Varese, demi-finaliste du championnat d'Italie

Le tirage au sort a lieu le 4 juillet 2013,.
Le tournoi se déroule à la Siemens Arena de Vilnius du 1er au 4 octobre.
|  | Quarts de finale       | Quarts de finale       | Quarts de finale       | Quarts de finale       |                        |                        | Demi-finales | Demi-finales | Demi-finales | Demi-finales |  |  | Finale    | Finale    | Finale    | Finale    |
|  |                        |                        |                        |                        |                        |                        |              |              |              |              |  |  |           |           |           |           |
|  | 1er octobre            | 1er octobre            | 1er octobre            | 1er octobre            |                        |                        | 3 octobre    | 3 octobre    | 3 octobre    | 3 octobre    |  |  | 4 octobre | 4 octobre | 4 octobre | 4 octobre |
|  | 1er octobre            | 1er octobre            | 1er octobre            | 1er octobre            |                        |                        | 3 octobre    | 3 octobre    | 3 octobre    | 3 octobre    |  |  | 4 octobre | 4 octobre | 4 octobre | 4 octobre |
|  | Cimberio Varese        | Cimberio Varese        | 74                     | 74                     |                        |                        | 3 octobre    | 3 octobre    | 3 octobre    | 3 octobre    |  |  | 4 octobre | 4 octobre | 4 octobre | 4 octobre |
|  | Cimberio Varese        | Cimberio Varese        | 74                     | 74                     |                        |                        | 3 octobre    | 3 octobre    | 3 octobre    | 3 octobre    |  |  | 4 octobre | 4 octobre | 4 octobre | 4 octobre |
|  | EWE Baskets Oldenburg  | EWE Baskets Oldenburg  | 79                     | 79                     |                        |                        | 3 octobre    | 3 octobre    | 3 octobre    | 3 octobre    |  |  | 4 octobre | 4 octobre | 4 octobre | 4 octobre |
|  | EWE Baskets Oldenburg  | EWE Baskets Oldenburg  | 79                     | 79                     | EWE Baskets Oldenburg  | EWE Baskets Oldenburg  | 87           | 87           |              |              |  |  | 4 octobre | 4 octobre | 4 octobre | 4 octobre |
|  | 1er octobre            |                        |                        |                        | EWE Baskets Oldenburg  | EWE Baskets Oldenburg  | 87           | 87           |              |              |  |  | 4 octobre | 4 octobre | 4 octobre | 4 octobre |
|  |                        |                        | Lietuvos Rytas Vilnius | Lietuvos Rytas Vilnius | 99                     | 99                     |              |              |              |              |  |  | 4 octobre | 4 octobre | 4 octobre | 4 octobre |
|  | Lietuvos Rytas Vilnius | Lietuvos Rytas Vilnius | Lietuvos Rytas Vilnius | Lietuvos Rytas Vilnius | 99                     | 99                     | 80           | 80           |              |              |  |  | 4 octobre | 4 octobre | 4 octobre | 4 octobre |
|  | Lietuvos Rytas Vilnius | Lietuvos Rytas Vilnius | 3 octobre              |                        |                        |                        | 80           | 80           |              |              |  |  | 4 octobre | 4 octobre | 4 octobre | 4 octobre |
|  | VEF Riga               | VEF Riga               | 71                     | 71                     |                        |                        |              |              |              |              |  |  | 4 octobre | 4 octobre | 4 octobre | 4 octobre |
|  | VEF Riga               | VEF Riga               | 71                     | 71                     | Lietuvos Rytas Vilnius | Lietuvos Rytas Vilnius | 75           | 75           |              |              |  |  |           |           |           |           |
|  | 2 octobre              |                        |                        |                        | Lietuvos Rytas Vilnius | Lietuvos Rytas Vilnius | 75           | 75           |              |              |  |  |           |           |           |           |
|  |                        |                        | BC Telenet Ostende     | BC Telenet Ostende     | 66                     | 66                     |              |              |              |              |  |  |           |           |           |           |
|  | BC Khimki Moscou       | BC Khimki Moscou       | BC Telenet Ostende     | BC Telenet Ostende     | 66                     | 66                     | 79           | 79           |              |              |  |  |           |           |           |           |
|  | BC Khimki Moscou       | BC Khimki Moscou       |                        |                        |                        |                        |              |              |              |              |  |  |           |           |           |           |
|  | BC Telenet Ostende     | BC Telenet Ostende     | 90                     | 90                     |                        |                        |              |              |              |              |  |  |           |           |           |           |
|  | BC Telenet Ostende     | BC Telenet Ostende     | 90                     | 90                     | BC Telenet Ostende     | BC Telenet Ostende     | 82           | 82           |              |              |  |  |           |           |           |           |
|  | 2 octobre              |                        |                        |                        | BC Telenet Ostende     | BC Telenet Ostende     | 82           | 82           |              |              |  |  |           |           |           |           |
|  |                        |                        | Bandırma Banvit        | Bandırma Banvit        | 80                     | 80                     |              |              |              |              |  |  |           |           |           |           |
|  | ČEZ Basketball Nymburk | ČEZ Basketball Nymburk | Bandırma Banvit        | Bandırma Banvit        | 80                     | 80                     | 78           | 78           |              |              |  |  |           |           |           |           |
|  | ČEZ Basketball Nymburk | ČEZ Basketball Nymburk |                        |                        |                        |                        |              | 78           |              |              |  |  |           |           |           |           |
|  | Bandırma Banvit        | Bandırma Banvit        | 87                     | 87                     |                        |                        |              |              |              |              |  |  |           |           |           |           |
|  | Bandırma Banvit        | Bandırma Banvit        | 87                     | 87                     |                        |                        |              |              |              |              |  |  |           |           |           |           |
|  |                        |                        |                        |                        |                        |                        |              |              |              |              |  |  |           |           |           |           |

## Saison régulière

### Équipes participantes
24 équipes disputent la saison régulière dont le vainqueur du tournoi préliminaire. Les 23 équipes qualifiées directement sont :
- Brose Baskets Bamberg, champion d'Allemagne
- Bayern Munich, demi-finaliste du championnat d'Allemagne
- Real Madrid, champion d'Espagne
- FC Barcelone, vice-champion d'Espagne
- Saski Baskonia Laboral Kutxa Vitoria, demi-finaliste du championnat d'Espagne
- Unicaja Málaga, 9e de la saison régulière en Espagne
- JSF Nanterre, champion de France
- Strasbourg Illkirch-Graffenstaden Basket, vice-champion de France
- Panathinaïkos Athènes, champion de Grèce
- Olympiakós Le Pirée, vice-champion de Grèce et vainqueur de l'Euroligue 2012-2013
- Maccabi Tel-Aviv, vice-champion d'Israël
- Montepaschi Sienne, champion d'Italie
- EA7 Emporio Armani Milan, quart-de-finaliste du championnat d'Italie
- Žalgiris Kaunas, champion de Lituanie
- Stelmet Zielona Góra, champion de Pologne
- CSKA Moscou, champion de Russie
- Lokomotiv Kouban-Krasnodar, vainqueur de l'EuroCoupe 2012-2013
- Partizan Belgrade, vainqueur de la Ligue adriatique
- Étoile rouge de Belgrade, finaliste de la Ligue adriatique
- Galatasaray SK, champion de Turquie
- Anadolu Efes Istanbul, demi-finaliste du championnat de Turquie
- Fenerbahçe Ülker Istanbul, quart-de-finaliste du championnat de Turquie
- BK Boudivelnyk Kiev, champion d'Ukraine

Et le vainqueur du tour préliminaire :
- Lietuvos Rytas Vilnius, vice-champion de Lituanie

### Tirage au sort
Le tirage au sort de l'Euroligue a lieu le 4 juillet 2013,. 
Les équipes ont été réparties en 6 pots de 4 équipes.
Deux équipes d'une même nation ne peuvent pas s'affronter lors de cette première phase.
Les 4 premières équipes de chaque groupe sont qualifiées pour le Top 16. Le format de la compétition évolue puisque désormais les deux dernières équipes de chaque groupe sont repêchées et participent à l'Eurocoupe 2013-2014 qu'elles intègrent au stade du 2e tour.

### Chapeaux
| Pot 1                                                              | Pot 2                                                       | Pot 3                                                             | Pot 4                                                                       | Pot 5                                                                         | Pot 6                                                                 |
| ------------------------------------------------------------------ | ----------------------------------------------------------- | ----------------------------------------------------------------- | --------------------------------------------------------------------------- | ----------------------------------------------------------------------------- | --------------------------------------------------------------------- |
| FC Barcelone Olympiakós Le Pirée Panathinaïkos Athènes Real Madrid | Maccabi Tel-Aviv CSKA Moscou Montepaschi Siena Anadolu Efes | Laboral Kutxa Unicaja Málaga Fenerbahçe Ülkerspor Žalgiris Kaunas | Galatasaray SK Lokomotiv Kouban-Krasnodar BK Boudivelnyk Kiev Brose Baskets | Olimpia Milan Partizan Belgrade Stelmet Zielona Góra Étoile rouge de Belgrade | Bayern Munich Strasbourg IG JSF Nanterre Lietuvos Rytas (qualifié TP) |

### Groupe A
| Rang | Équipe               | Pts | J  | G | P | Pp  | Pc  | Diff |  | Résultats (dom.\ext.) |       |       |        |       |       |       |
| ---- | -------------------- | --- | -- | - | - | --- | --- | ---- |  | --------------------- | ----- | ----- | ------ | ----- | ----- | ----- |
| 1    | Fenerbahçe Ülkerspor | 18  | 10 | 8 | 2 | 849 | 749 | 100  |  | FC Barcelone          |       | 79-70 | 94-81  | 96-77 | 67-60 | 67-71 |
| 2    | CSKA Moscou          | 17  | 10 | 7 | 3 | 732 | 676 | 56   |  | CSKA Moscou           | 79-65 |       | 74-78  | 72-67 | 88-46 | 72-60 |
| 3    | FC Barcelone         | 17  | 10 | 7 | 3 | 786 | 729 | 57   |  | Fenerbahçe Ülkerspor  | 75-70 | 86-60 |        | 84-68 | 77-79 | 83-66 |
| 4    | Partizan Belgrade    | 13  | 10 | 3 | 7 | 668 | 715 | -47  |  | BK Boudivelnyk Kiev   | 74-84 | 74-82 | 84-102 |       | 74-69 | 97-87 |
| 5    | JSF Nanterre         | 13  | 10 | 3 | 7 | 682 | 753 | -71  |  | Partizan Belgrade     | 64-82 | 62-73 | 78-88  | 76-61 |       | 73-43 |
| 6    | BK Boudivelnyk Kiev  | 12  | 10 | 2 | 8 | 737 | 832 | -95  |  | JSF Nanterre          | 78-82 | 59-62 | 76-85  | 80-61 | 62-61 |       |

- Qualification pour le Top 16
- Repêchage pour le 2e tour de l'Eurocoupe 2013-2014

### Groupe B
| Rang | Équipe                | Pts | J  | G  | P | Pp  | Pc  | Diff |  | Résultats (dom.\ext.) |       |        |       |       |       |       |
| ---- | --------------------- | --- | -- | -- | - | --- | --- | ---- |  | --------------------- | ----- | ------ | ----- | ----- | ----- | ----- |
| 1    | Real Madrid           | 20  | 10 | 10 | 0 | 889 | 652 | 237  |  | Real Madrid           |       | 103-57 | 95-67 | 98-58 | 93-74 | 79-66 |
| 2    | Emporio Armani Milano | 15  | 10 | 5  | 5 | 742 | 762 | -20  |  | Anadolu Efes Istanbul | 61-86 |        | 72-61 | 78-89 | 87-67 | 88-65 |
| 3    | Žalgiris Kaunas       | 15  | 10 | 5  | 5 | 743 | 768 | -25  |  | Žalgiris Kaunas       | 63-83 | 65-63  |       | 91-81 | 73-71 | 88-64 |
| 4    | Anadolu Efes Istanbul | 14  | 10 | 4  | 6 | 741 | 767 | -26  |  | Brose Baskets Bamberg | 69-89 | 88-86  | 80-84 |       | 62-76 | 84-70 |
| 5    | Brose Baskets Bamberg | 13  | 10 | 3  | 7 | 756 | 829 | -73  |  | Emporio Armani Milano | 71-78 | 77-73  | 82-75 | 74-73 |       | 82-72 |
| 6    | Strasbourg IG         | 13  | 10 | 3  | 7 | 705 | 798 | -93  |  | Strasbourg IG         | 66-85 | 66-76  | 77-76 | 83-72 | 76-67 |       |

- Qualification pour le Top 16
- Repêchage pour le 2e tour de l'Eurocoupe 2013-2014

### Groupe C
| Rang | Équipe               | Pts | J  | G  | P | Pp  | Pc  | Diff |  | Résultats (dom.\ext.) |         |       |       |       |        |       |
| ---- | -------------------- | --- | -- | -- | - | --- | --- | ---- |  | --------------------- | ------- | ----- | ----- | ----- | ------ | ----- |
| 1    | Olympiakós Le Pirée  | 20  | 10 | 10 | 0 | 812 | 734 | 78   |  | Olympiakós Le Pirée   |         | 78-73 | 69-61 | 72-54 | 79-77  | 88-83 |
| 2    | Galatasaray SK       | 16  | 10 | 6  | 4 | 700 | 725 | -25  |  | Montepaschi Siena     | 62-70   |       | 62-64 | 75-84 | 60-59  | 71-62 |
| 3    | Unicaja Málaga       | 15  | 10 | 5  | 5 | 756 | 712 | 44   |  | Unicaja Málaga        | 74-82   | 73-75 |       | 84-57 | 101-68 | 77-72 |
| 4    | Bayern Munich        | 14  | 10 | 4  | 6 | 818 | 791 | 27   |  | Galatasaray SK        | 67-78   | 54-52 | 78-70 |       | 76-57  | 84-74 |
| 5    | Montepaschi Siena    | 13  | 10 | 3  | 7 | 674 | 706 | -32  |  | Stelmet Zielona Góra  | 80-91   | 73-65 | 67-84 | 75-78 |        | 73-94 |
| 6    | Stelmet Zielona Góra | 12  | 10 | 2  | 8 | 707 | 799 | -92  |  | Bayern Munich         | 103-105 | 89-79 | 82-68 | 88-68 | 71-78  |       |

- Qualification pour le Top 16
- Repêchage pour le 2e tour de l'Eurocoupe 2013-2014

### Groupe D
| Rang | Équipe                     | Pts | J  | G | P | Pp  | Pc  | Diff |  | Résultats (dom.\ext.)      |       |       |       |       |       |       |
| ---- | -------------------------- | --- | -- | - | - | --- | --- | ---- |  | -------------------------- | ----- | ----- | ----- | ----- | ----- | ----- |
| 1    | Maccabi Tel-Aviv           | 18  | 10 | 8 | 2 | 764 | 711 | 53   |  | Panathinaïkos Athènes      |       | 55-68 | 95-74 | 69-72 | 69-63 | 80-72 |
| 2    | Laboral Kutxa Vitoria      | 16  | 10 | 6 | 4 | 767 | 754 | 13   |  | Maccabi Tel-Aviv           | 75-68 |       | 65-70 | 75-73 | 96-82 | 78-71 |
| 3    | Lokomotiv Kouban-Krasnodar | 16  | 10 | 6 | 4 | 740 | 729 | 11   |  | Laboral Kutxa Vitoria      | 79-77 | 84-80 |       | 84-71 | 63-73 | 79-63 |
| 4    | Panathinaïkos Athènes      | 15  | 10 | 5 | 5 | 768 | 736 | 32   |  | Lokomotiv Kouban-Krasnodar | 63-82 | 58-73 | 85-84 |       | 79-72 | 68-53 |
| 5    | Étoile rouge de Belgrade   | 14  | 10 | 4 | 6 | 804 | 779 | 25   |  | Étoile rouge de Belgrade   | 86-90 | 76-78 | 81-65 | 84-87 |       | 88-77 |
| 6    | Lietuvos Rytas             | 11  | 10 | 1 | 9 | 686 | 820 | -134 |  | Lietuvos Rytas             | 84-83 | 74-76 | 64-85 | 53-84 | 75-99 |       |

Victoire 84-83 (74-74) du Lietuvos Rytas contre le Panathinaïkos Athènes après une prolongation.
Victoire 86-90 (74-74) du Panathinaïkos Athènes contre l'Étoile rouge de Belgrade après une prolongation.
- Qualification pour le Top 16
- Repêchage pour le 2e tour de l'Eurocoupe 2013-2014

## Top 16

### Groupe E
| Rang | Équipe                | Pts | J  | G  | P  | Pp   | Pc   | Diff |  | Résultats (dom.\ext.) | F     | O     |       | L      | B     | M     | A     | P     |
| ---- | --------------------- | --- | -- | -- | -- | ---- | ---- | ---- |  | --------------------- | ----- | ----- | ----- | ------ | ----- | ----- | ----- | ----- |
| 1    | FC Barcelone          | 26  | 14 | 12 | 2  | 1109 | 1009 | 100  |  | Fenerbahçe Ülkerspor  |       | 78-74 | 73-82 | 98-64  | 73-76 | 69-67 | 84-65 | 77-72 |
| 2    | Emporio Armani Milano | 24  | 14 | 10 | 4  | 1093 | 1011 | 82   |  | Olympiakós Le Pirée   | 95-82 |       | 86-88 | 89-59  | 72-81 | 73-55 | 78-60 | 68-65 |
| 3    | Olympiakós Le Pirée   | 22  | 14 | 8  | 6  | 1058 | 996  | 62   |  | Emporio Armani Milano | 90-85 | 81-51 |       | 83-76  | 91-63 | 70-59 | 76-69 | 77-75 |
| 4    | Panathinaïkos         | 21  | 14 | 7  | 7  | 961  | 958  | 3    |  | Laboral Kutxa         | 95-73 | 70-89 | 65-83 |        | 68-80 | 71-81 | 66-72 | 64-72 |
| 5    | Unicaja Málaga        | 20  | 14 | 6  | 8  | 1032 | 1063 | -31  |  | FC Barcelone          | 93-73 | 70-58 | 80-70 | 86-97  |       | 83-79 | 84-65 | 84-62 |
| 6    | Fenerbahçe Ülkerspor  | 20  | 14 | 6  | 8  | 1078 | 1101 | -23  |  | Unicaja Málaga        | 89-75 | 63-80 | 95-85 | 79-93  | 61-77 |       | 83-75 | 87-71 |
| 7    | Laboral Kutxa         | 19  | 14 | 5  | 9  | 1061 | 1125 | -64  |  | Anadolu Efes Istanbul | 63-71 | 78-83 | 61-60 | 79-105 | 84-89 | 72-74 |       | 60-65 |
| 8    | Anadolu Efes Istanbul | 16  | 14 | 2  | 12 | 967  | 1096 | -129 |  | Panathinaïkos         | 76-67 | 66-62 | 73-57 | 61-68  | 56-63 | 69-60 | 78-64 |       |

Victoire 84-89 (75-75) du FC Barcelone contre l'Anadolu Efes Istanbul après une prolongation.
Victoire 60-65 (54-54) du Panathinaïkos contre l'Anadolu Efes Istanbul après une prolongation.

### Groupe F
| Rang | Équipe                     | Pts | J  | G  | P  | Pp   | Pc   | Diff |  | Résultats (dom.\ext.)      |       |        | M     |       |        | K     |       |        |
| ---- | -------------------------- | --- | -- | -- | -- | ---- | ---- | ---- |  | -------------------------- | ----- | ------ | ----- | ----- | ------ | ----- | ----- | ------ |
| 1    | CSKA Moscou                | 26  | 14 | 12 | 2  | 1167 | 1035 | 132  |  | Real Madrid                |       | 74-68  | 93-79 | 89-84 | 108-72 | 81-55 | 80-57 | 111-87 |
| 2    | Real Madrid                | 25  | 14 | 11 | 3  | 1190 | 1047 | 143  |  | Maccabi Tel-Aviv           | 76-77 |        | 76-81 | 97-81 | 77-67  | 85-75 | 88-67 | 66-64  |
| 3    | Maccabi Tel-Aviv           | 22  | 14 | 8  | 6  | 1115 | 1090 | 25   |  | CSKA Moscou                | 85-71 | 100-65 |       | 86-85 | 77-62  | 94-93 | 84-52 | 77-70  |
| 4    | Galatasaray SK             | 21  | 14 | 7  | 7  | 1072 | 1065 | 7    |  | Galatasaray SK             | 74-85 | 84-90  | 71-74 |       | 90-83  | 62-63 | 64-55 | 76-69  |
| 5    | Lokomotiv Kouban-Krasnodar | 21  | 14 | 7  | 7  | 1081 | 1098 | -17  |  | Žalgiris Kaunas            | 87-80 | 78-87  | 86-88 | 72-84 |        | 85-86 | 89-77 | 66-84  |
| 6    | Bayern Munich              | 19  | 14 | 5  | 9  | 1040 | 1102 | -62  |  | Lokomotiv Kouban-Krasnodar | 74-78 | 78-76  | 77-84 | 66-67 | 80-75  |       | 84-73 | 84-75  |
| 7    | Partizan Belgrade          | 18  | 14 | 4  | 10 | 953  | 1069 | -116 |  | Partizan Belgrade          | 64-80 | 72-70  | 73-72 | 70-78 | 77-67  | 81-87 |       | 70-55  |
| 8    | Žalgiris Kaunas            | 16  | 14 | 2  | 12 | 1062 | 1174 | -112 |  | Bayern Munich              | 85-83 | 92-94  | 61-86 | 66-72 | 79-73  | 82-79 | 71-65 |        |

Victoire 77-84 (71-71) du CSKA Moscou contre le Lokomotiv Kouban-Krasnodar après une prolongation.
Victoire 86-85 (67-67) du CSKA Moscou contre le Galatasaray SK après une prolongation.

## Phase éliminatoire
Les quarts-de-finale se jouent en 3 manches gagnantes. Les deux premières rencontres (et éventuellement la cinquième) ont lieu sur le terrain de la première équipe nommée.
|  | Quarts de finale      | Quarts de finale | Quarts de finale | Quarts de finale | Quarts de finale | Quarts de finale       |                        |                        | Demi-finales           | Demi-finales           |    |             | Finale       | Finale |
|  |                       |                  |                  |                  |                  |                        |                        |                        |                        |                        |    |             |              |        |
|  | FC Barcelone          | 88               | 84               | 78               |                  |                        |                        |                        |                        |                        |    |             |              |        |
|  | Galatasaray SK        | 61               | 63               | 75               |                  |                        |                        |                        |                        |                        |    |             |              |        |
|  | Galatasaray SK        | 61               | 63               | 75               |                  | FC Barcelone           | 62                     |                        |                        |                        |    |             |              |        |
|  |                       |                  |                  |                  |                  |                        | 62                     |                        |                        |                        |    |             |              |        |
|  |                       | Real Madrid      | 100              |                  |                  |                        |                        |                        |                        |                        |    |             |              |        |
|  | Real Madrid           | Real Madrid      | 100              | 88               | 82               | 76                     | 62                     | 83                     |                        |                        |    |             |              |        |
|  | Real Madrid           |                  |                  | 88               | 82               | 76                     | 62                     | 83                     |                        |                        |    |             |              |        |
|  | Olympiakós Le Pirée   | 71               | 77               | 78               | 71               | 69                     |                        |                        |                        |                        |    |             |              |        |
|  |                       |                  |                  |                  |                  |                        |                        |                        |                        |                        |    | Real Madrid | 86           |        |
|  |                       | Maccabi Tel-Aviv | 98ap             |                  |                  |                        |                        |                        |                        |                        |    |             |              |        |
|  | CSKA Moscou           | 77               | 77               | 59               | 72               | 74                     |                        |                        |                        |                        |    |             |              |        |
|  | Panathinaïkos Athènes | 74ap             | 51               | 65               | 73ap             | 44                     |                        |                        |                        |                        |    |             |              |        |
|  | Panathinaïkos Athènes | 74ap             | 51               | 65               | 73ap             | 44                     |                        | CSKA Moscou            | 67                     |                        |    |             |              |        |
|  |                       |                  |                  |                  |                  |                        |                        | CSKA Moscou            | 67                     |                        |    |             |              |        |
|  |                       | Maccabi Tel-Aviv | 68               |                  |                  | Match pour la 3e place | Match pour la 3e place | Match pour la 3e place | Match pour la 3e place | Match pour la 3e place |    |             |              |        |
|  | Emporio Armani Milano | Maccabi Tel-Aviv | 68               | 99               | 91               | Match pour la 3e place | Match pour la 3e place | Match pour la 3e place | Match pour la 3e place | Match pour la 3e place | 63 | 66          |              |        |
|  | Emporio Armani Milano |                  |                  | 99               | 91               |                        |                        |                        |                        |                        | 63 | 66          |              |        |
|  | Maccabi Tel-Aviv      | 101              | 77               | 75               | 86               |                        |                        |                        |                        |                        |    |             | FC Barcelone | 93     |
|  |                       |                  |                  |                  |                  |                        |                        |                        |                        |                        |    |             | CSKA Moscou  | 78     |

## Récompenses individuelles
- Meilleur joueur : Sergio Rodríguez ( Real Madrid)[5]
- Meilleur marqueur (trophée Alphonso Ford) :  Keith Langford (17,56 points de moyenne par rencontre avec l'Olimpia Milan)[6]
- Meilleur jeune joueur (joueur de moins de 22 ans) :  Bogdan Bogdanović ( Partizan Belgrade)[7]
- Meilleur défenseur :  Bryant Dunston ( Olympiakós)[8]

| - Meilleur cinq : - G Rudy Fernández ( Real Madrid) - G Sergio Rodríguez ( Real Madrid) - G/F Keith Langford ( Olimpia Milan) - F Sonny Weems ( CSKA Moscou) - C Ante Tomić ( FC Barcelone) | - Deuxième meilleur cinq : - G Vassilis Spanoulis ( Olympiakós) - G Ricky Hickman ( Maccabi Tel-Aviv) - F Viktor Khryapa ( CSKA Moscou) - F Stéphane Lasme ( Panathinaïkós) - F/C Nikola Mirotić ( Real Madrid) |

### Trophées mensuels
| Mois     | Joueur              | Équipe                     |
| -------- | ------------------- | -------------------------- |
| Octobre  | Nikola Mirotić      | Real Madrid                |
| Novembre | Derrick Brown       | Lokomotiv Kouban-Krasnodar |
| Décembre | Strátos Perpéroglou | Olympiakós                 |
| Janvier  | Nenad Krstić        | CSKA Moscou                |
| Février  | Ante Tomić          | FC Barcelone               |
| Mars     | Ante Tomić          | FC Barcelone               |

### Trophées hebdomadaires

#### MVP par journée

##### Saison régulière
| Journée | Joueur              | Équipe                   | Évaluation |
| ------- | ------------------- | ------------------------ | ---------- |
| 1       | Nikola Mirotić      | Real Madrid              | 27         |
| 2       | Nik Caner-Medley    | Unicaja Málaga           | 29         |
| 3       | Bryant Dunston      | Olympiakos               | 33         |
| 4       | DeMarcus Nelson     | Étoile rouge de Belgrade | 31         |
| 5       | Justin Dentmon      | Žalgiris Kaunas          | 32         |
| 6       | Vladimir Dragičević | Stelmet Zielona Góra     | 32         |
| 7       | Boštjan Nachbar     | FC Barcelone             | 31         |
| 8       | Vassilis Spanoulis  | Olympiakos               | 29         |
| 9       | Darjuš Lavrinovič   | Boudivelnyk Kiev         | 44         |
| 10      | Boban Marjanović    | Étoile rouge Belgrade    | 33         |

##### Top 16
| Journée | Joueur               | Équipe                     | Évaluation |
| ------- | -------------------- | -------------------------- | ---------- |
| 1       | Vassilis Spanoulis   | Olympiakós                 | 39         |
| 2       | Marcelinho Huertas   | FC Barcelone               | 30         |
| 3       | Rudy Fernández       | Real Madrid                | 30         |
| 4       | Krunoslav Simon      | Lokomotiv Kouban-Krasnodar | 35         |
| 5       | Miloš Teodosić       | CSKA Moscou                | 31         |
| 6       | Justin Dentmon       | Žalgiris Kaunas            | 33         |
| 7       | Ante Tomić           | FC Barcelone               | 36         |
| 8       | Ante Tomić           | FC Barcelone               | 40         |
| 9       | Zoran Dragić         | Unicaja Málaga             | 30         |
| 10      | Malcolm Delaney      | Bayern Munich              | 24         |
| 11      | Rudy Fernández       | Real Madrid                | 33         |
| 12      | Derrick Brown        | Lokomotiv Kouban-Krasnodar | 34         |
| 13      | Dimítris Diamantídis | Panathinaïkos              | 31         |
| 14      | Justin Dentmon       | Žalgiris Kaunas            | 40         |

##### Quarts de finale
| Match | Joueur            | Équipe           | Évaluation |
| ----- | ----------------- | ---------------- | ---------- |
| 1     | Ricky Hickman     | Maccabi Tel-Aviv | 36         |
| 2     | Curtis Jerrells   | Olimpia Milan    | 24         |
| 2     | Ioannis Bourousis | Real Madrid      | 24         |
| 3     | Bryant Dunston    | Olympiakos       | 32         |
| 4     | Bryant Dunston    | Olympiakos       | 25         |
| 5     | Sasha Kaun        | CSKA Moscou      | 29         |